# Río Turbio
Río Turbio è un comune (municipio in spagnolo) dell'Argentina, appartenente alla provincia di Santa Cruz, nel dipartimento di Güer Aike.
La città, fondata il 14 dicembre 1942, si trova a 264 km dalla capitale della provincia di Santa Cruz, Río Gallegos.
In base al censimento del 2001, nel territorio comunale dimorano 6.650 abitanti, con una diminuzione dell'1,4% rispetto al censimento precedente (1991).